# Бенитес, Алехандра
Алехандра Бенитес (исп. Alejandra Benítez, род. 7 июля 1980 года, Каракас, Венесуэла) — венесуэльский политик, стоматолог и фехтовальщица, участник трёх Олимпийских игр. Бенитес занимала пост министра спорта Венесуэлы.
Алехандра Бенитес получила специальность стоматолога в 2006 году, окончив обучение в Центральном университете Венесуэлы. Кроме того, она снималась для ряда венесуэльских журналов и газет.
За свою спортивную карьеру Бенитес добивалась успеха в целом ряде международных турниров, среди которых: юниорский командный чемпионат мира по фехтованию 1999 года в Дижоне (Франция) — бронзовая медаль, юниорский командный чемпионат мира по фехтованию 2000 года в Саут-Бенде (США) — бронзовая медаль, Панамериканские игры 2003 в Санто-Доминго — серебряный призёр, Панамериканские игры 2011 в Гвадалахаре — серебряный и бронзовый призёр. Алехандра Бенитес принимала участие на трёх Олимпийских играх: 2004 года в Афинах, 2008 года в Пекине и 2012 года в Лондоне.
Бенитес ведёт также активную политическую деятельность. Она поддерживала Уго Чавеса с 1999 года, затем была заместительницей главы столичного отделения Единой социалистической партии Венесуэлы. 21 апреля 2013 года она была назначена на пост министра спорта Венесуэлы новоизбранным президентом страны Николасом Мадуро, который сообщил об этом по национальному телевидению. 9 января 2014 года на посту министра её сменил певец и бывший игрок в бейсбол Тони Альварес.